# Viktor Kanevski
Pour les articles homonymes, voir Kanevski.
Viktor Izraïlovitch Kanevski (ukrainien : Віктор Ізраїльович Каневський et russe : Виктор Израилевич Каневский), né le 3 octobre 1936 à Kiev à l'époque en Union soviétique, aujourd'hui en Ukraine et mort le 25 novembre 2018 à Bristol (Connecticut), est un joueur de football international soviétique (juif ukrainien), qui évoluait au poste d'attaquant, avant de devenir ensuite entraîneur.

## Biographie

### Carrière de joueur

#### Carrière en club
Avec le Dynamo Kiev, il remporte un championnat d'URSS et une Coupe d'URSS.
Il dispute un total de 220 matchs en première division soviétique, pour 88 buts inscrits. Il réalise sa meilleure performance lors de l'année 1961, où il inscrit 18 buts en championnat.

#### Carrière en sélection
Avec l'équipe d'URSS, il joue 5 matchs (pour aucun but inscrit) entre 1958 et 1962.
Il joue son premier match en équipe nationale le 30 août 1958 contre la Tchécoslovaquie.
Il figure dans le groupe des sélectionnés lors de la Coupe du monde de 1962. Lors du mondial organisé au Chili, il joue deux matchs : contre la Yougoslavie et la Colombie.

## Palmarès
Dynamo Kiev
- Championnat d'Union soviétique (1) :
  - Champion : 1961.
  - Vice-champion : 1960.
- Coupe d'Union soviétique (1) :
  - Vainqueur : 1964.